# Cisów (województwo łódzkie)
Cisów – wieś w Polsce położona w województwie łódzkim, w powiecie tomaszowskim, w gminie Rokiciny.
W latach 1975–1998 miejscowość administracyjnie należała do województwa piotrkowskiego.

## Demografia
Liczba mieszkańców miejscowości w poszczególnych latach:
| Rok  | Ilość mieszkańców |
| ---- | ----------------- |
| 1988 | 129               |
| 2002 | 96                |
| 2009 | 99                |
| 2011 | 98                |
| 2021 | 100               |